# Punta de la Canaleta
La Punta de la Canaleta és una muntanya de 704 metres que es troba entre els municipis de Cabacés i de la Morera de Montsant, a la comarca catalana del Priorat.